# كريستوف جوزيف ماري دابيري
كريستوف جوزيف ماري دابيري (من مواليد 27 أغسطس 1948) هو سياسي من بوركينا فاسو يشغل منصب رئيس وزراء بوركينا فاسو منذ 24 يناير 2019. تم تعيينه في منصب رئيس الوزراء من قبل الرئيس روش مارك كريستيان كابوري بعد استقالة بول كابا تيبا وحكومته. كان دابيري قد مثل بوركينا فاسو سابقًا في الاتحاد الاقتصادي والنقدي لغرب إفريقيا، واستمر في العمل كوزير في عهد الرئيس السابق بليز كومباوري من 1994 إلى 1996، وكان كابوري يحمل لقب رئيس الوزراء.

## الحياة المهنية
عمل دابيري تحت قيادة توماس سانكارا كمدير للدراسات والمشاريع في وزارة الاقتصاد والتخطيط من 1984 إلى 1988، عندما أصبح المدير العام للتعاون في وزارة الاقتصاد والتخطيط. شغل هذا المنصب حتى عام 1992.
في عام 1992 تولى دابيري إدارة وزارة الصحة حتى عام 1997 عندما كان مسؤولاً عن إدارة التعليم الثانوي والعالي والبحث العلمي في بوركينا فاسو، وهو المنصب الذي شغله حتى عام 2000. وخلال ذلك الوقت عمل في الجمعية الوطنية لبوركينا فاسو بصفته عضو حزب المؤتمر من أجل الديمقراطية والتقدم. بعد إعادة انتخابه لعضوية الجمعية الوطنية في عام 2002 عمل دابيري لفترة أخرى مدتها خمس سنوات انتهت في عام 2007. عُيّن في منصب رئيس الوزراء في 21 يناير 2019، وتولى مهامه بعد ثلاثة أيام.